# Mordwini

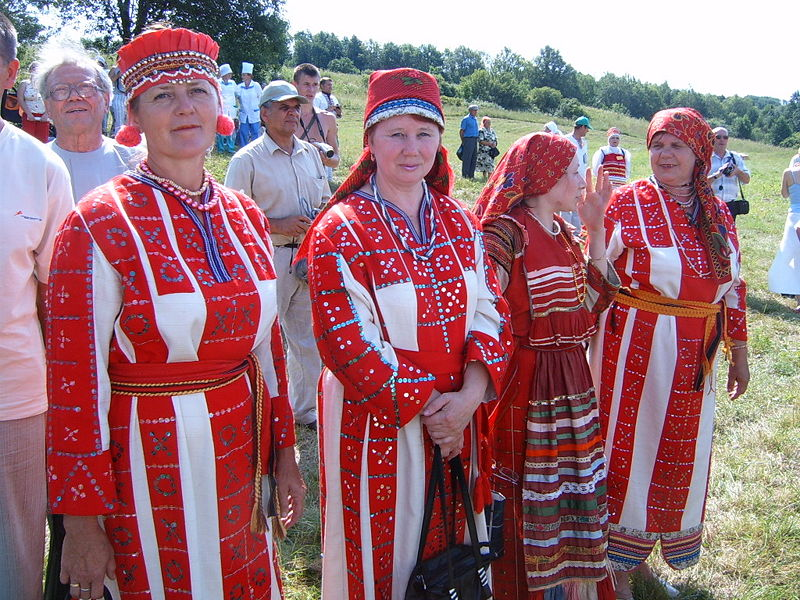
Grupa kobiet w mordwińskich (erzjańskich) strojach ludowych

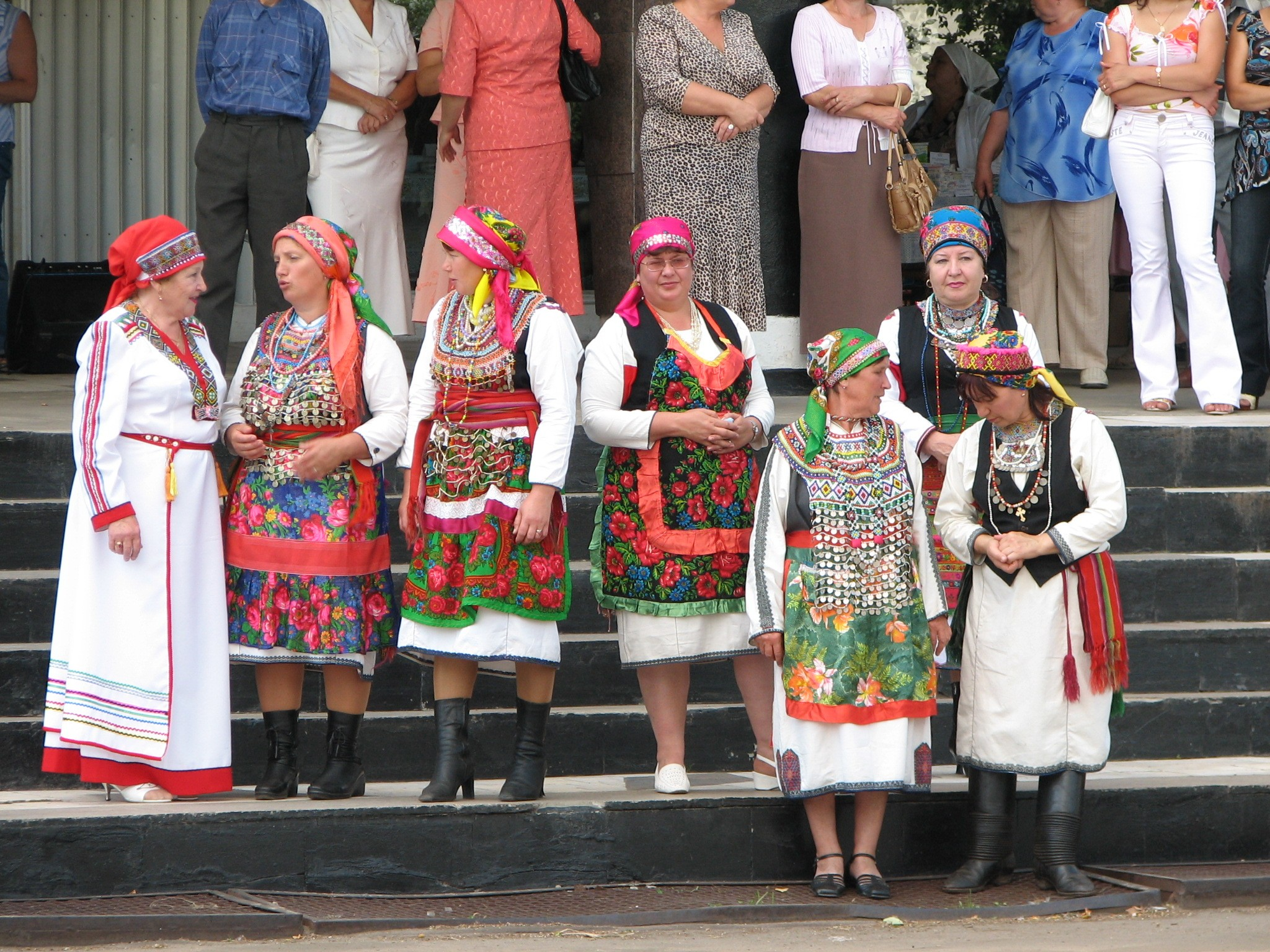
Grupa kobiet w mordwińskich (mokszańskich) strojach ludowych

Mordwini (Mordwa) – ludność mówiąca językami ugrofińskimi z grupy języków wołżańskich; zamieszkuje (w rozrzuconych skupiskach) głównie Federację Rosyjską: Republikę Mordwińską oraz Republikę Tatarstanu i obwody: samarski, penzeński, orenburski, niżnonowogrodzki oraz Syberię; także w Azji Środkowej w Armenii i w USA. W 2003 było około 1 054 000 Mordwinów.

## Mordwini
Mordwini z Tatarstanu, zwani „Karataj” lub „Muksza”, mówią obecnie językiem tatarskim z domieszką słów mordwińskich, a Mordwini z okręgu Niżny Nowogród (zwani „Terjukanami” lub „Mordwa”) od XIX w. mówią językiem rosyjskim. Najbardziej wysunięta na zachód i odizolowana grupa Mordwinów Erzja jest nazywana „Szoksza” lub „Szokszo”.
Określenie „Mordwini” jest sztuczne, ponieważ ludność ta składa się z dwóch grup etnicznych: Erzja i Moksza, mówiących dwoma różniącymi się językami (brak jednego języka ogólnonarodowego) i uważających się za dwa odrębne narody. W Republice Mordwińskiej zamieszkuje mniej niż 1/3 ogólnej liczby Mordwinów. Językami urzędowymi w republice, obok rosyjskiego, są dwa języki mordwińskie: język erzja i język moksza. Stały się one językami literackimi dopiero na początku XIX w., kiedy pojawiły się pierwsze prawosławne teksty religijne w tych językach. Większy rozwój literatury mordwińskiej nastąpił po I wojnie światowej. Wraz z rozwojem oświaty w ZSRR nastąpiło jednak wypieranie języków mordwińskich przez język rosyjski, szczególnie od lat 50.
Wyznają głównie prawosławie, są też zwolennicy religii ludowej (nazywa się mokszeń i erzjań koj), luteranie i mołokanie.

## Drukowane media i wydania
Narodowym dziełem epickim literatury mordwińskiej jest Mastorawa (Matka Ziemia) – zbiór ustnych przekazów, zebranych i opublikowanych przez A. M. Szaronowa w 1994. Współcześnie wydawane są następujące publikacje w językach mordwińskich:
- Czilisema (dla dzieci)
- Erzjań prawda (czasopismo)
- Erzjań Mastor (niezależna gazeta)
- Moksza (pismo literacko-kulturalne)
- Mokszeń prawda (czasopismo)
- Sjatko (pismo literacko-kulturalne)
- Jakster Tjasztenia (dla dzieci)

W obwodzie Uljanowskim wydają miesięcznik Ялгат (Jalgat – pl. „Przyjaciele”).

## Symbolika

Erzjańska flaga narodowa

### Flaga erzjańska
Flaga ma trzy kolory, wywodzące się z erzjańskich strojów ludowych. W kolejności od góry symbolizujące: biały – wolność; czerwony – życie i krew; a czarny – ziemie. Według innej wersji barwy te
symbolizują: biel - głównego boga Erzjan – Ineszkipaza, czerwień – erzjańską krew, a czerń – Mastorawa, Matka Ziemia.

### Flaga mokszańska

Mokszańska flaga narodowa

Projekt flagi pojawił się niedawno i został przyjęty w głosowaniu na stronie Uralistica.com, poświęconej narodowościom ugro-fińskim. Dziś jest używana tylko w internecie. Kolor malinowy to popularny kolor w stroju ludowym Mokszan. Biały kolor – to kolor czystości. Kolor czarny symbolizuje ojczyznę, Mastorawę (Matka Ziemia) oraz pamięć przodków. Znak (w j. moksz. Teszks) „Moksza” w centrum flagi jest starożytnym wariantem znaku solarnego, oznaczającego „wyzwolenie”.

## Mitologia
To całość mitologicznych wyobrażeń grup ugro-fińskich narodowości moksza i erzja. W składzie tych wierzeń wyróżniają się archaiczny plast (kult bóstw żeńskich, kult przodków), które mają wpływ innych tradycji religijnych – irańskich, muzułmańskich, ludowo-chrześcjańskich.
Ma miejsce wyobrażenie najwyższego boga Szkaja (Moksza) lub Niszkie (Erzja). Przy tym Niszkie przedstawia się synem boga Słońca Czipaza. Starożytni Mordwini wierzyli w zoomorfnych przodków. Częsty temat to ślub młodej panny z niedźwiedziem, który mieszka w głębi lasu w specjalnym niedźwiedzim kraju. Inne sakralne zwierzęta to są łabędzie i ryby. Zgodnie z mitologią mordwińską w stworzeniu światu i ziemi brała udział kaczka, która podjęła garść ziemi w dziobie z dna wielkiego jeziora. Podobny motyw spotyka się w mitologii każdego ugro-fińskiego narodu na przestrzeni od Uralu do Węgier.
Wielką rolę w mitologii odgrywają bóstwa żeńskie (erz., moksz. ava – „matka”, „kobieta”):
Vir’-ava – bóstwo leśne (erz., moksz. vir’ – „las”)
Varma-ava – bóstwa wiatr (erz., moksz. varma – „wiatr”)
Norov-ava (Paks’-ava) – bóstwo, patronka pola (erz., moksz. norov, paksia – „pole”)
Tol-ava – bóstwo ognia (erz., moksz. tol – „ogień”)

### Erzja
Purgine — bóg piorunów

## Muzyka i twórczość w języku erzjańskim
Najbardziej znanym zespołem w ugro-fińskim świecie, który pisze i śpiewa piosenki w języku erzjańskim jest zespół folkowy Torama.
W roku 2005 założono art-folk zespół Mordens, który jest dziś popularny wśród młodzieży. W roku 2010 w stolicy Mordowii mieście Sarańsk został stworzony zespół Merema. W 2011 roku w Moskwie pojawił się zespół Oyme, który z jego założycielką Jeżewiką Spirkiną jest dziś bardzo znany nawet poza Mordowią, a w całej Rosji i też w krajach europejskich.
Nowoczesne piosenki w języku erzjańskim śpiewają Bakicz Widiaj, Jeżewika Spirkina, Anna Paniszewa, Jewgenij Samarkin, Wiktor Rautkin i inne.

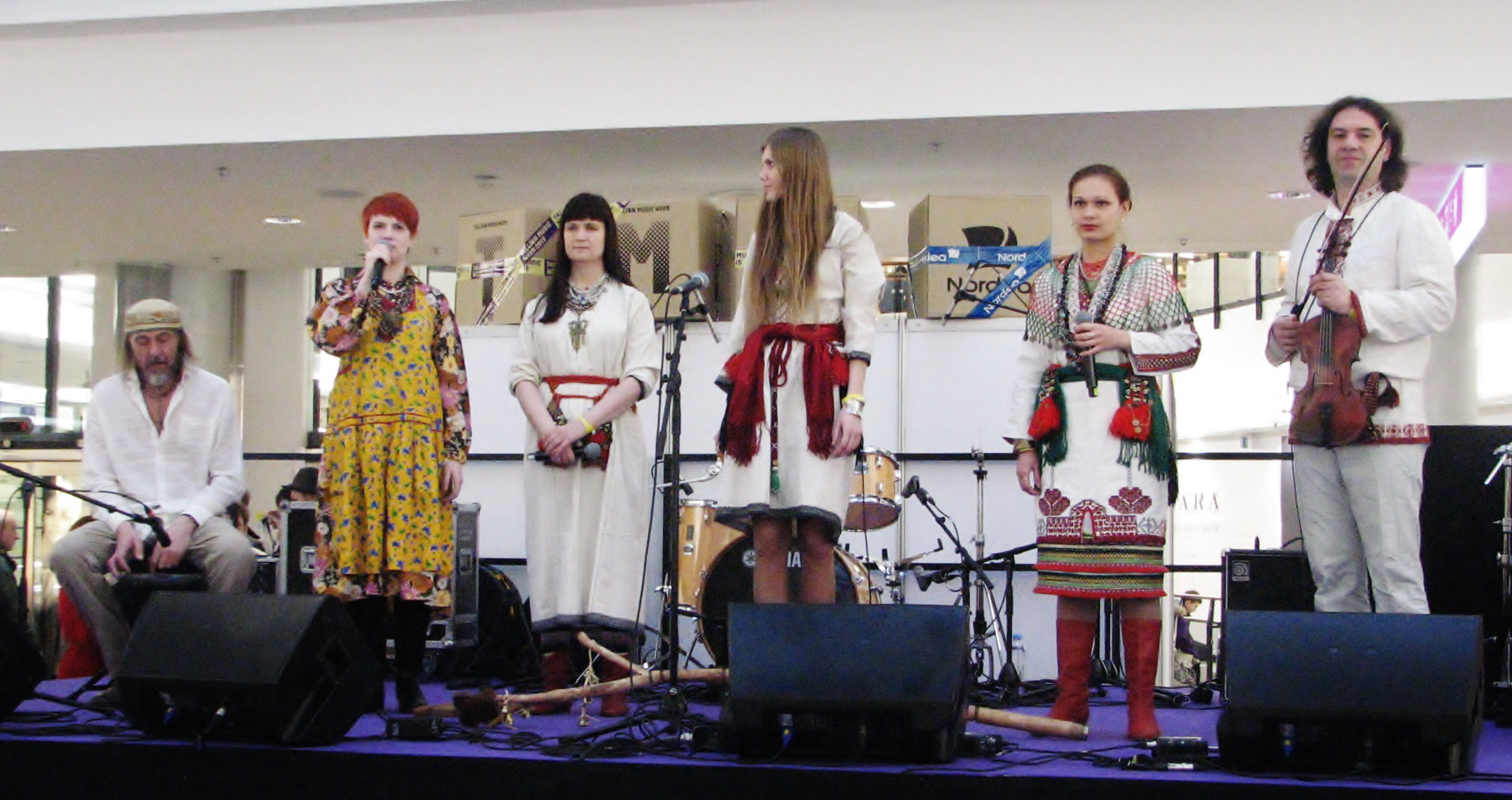
OYME, Tallinn Music Week, 2015
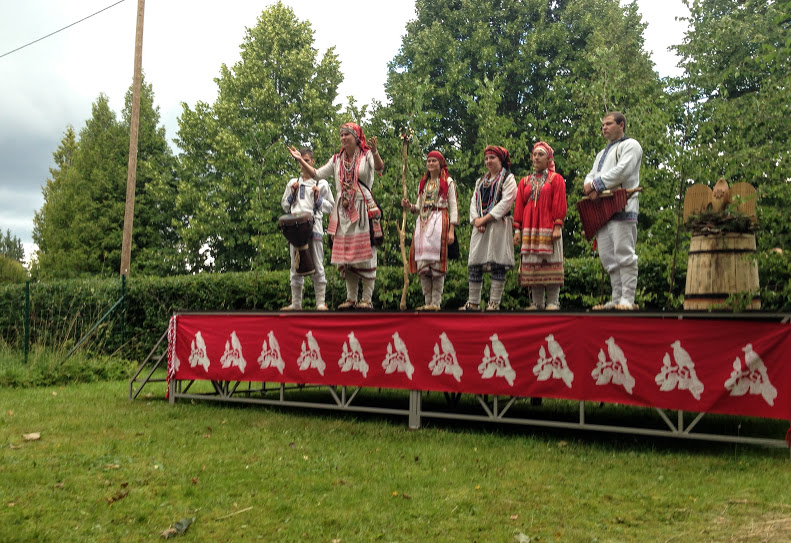
Merema, Obinitca, na Seto Kuningriigipäevad.
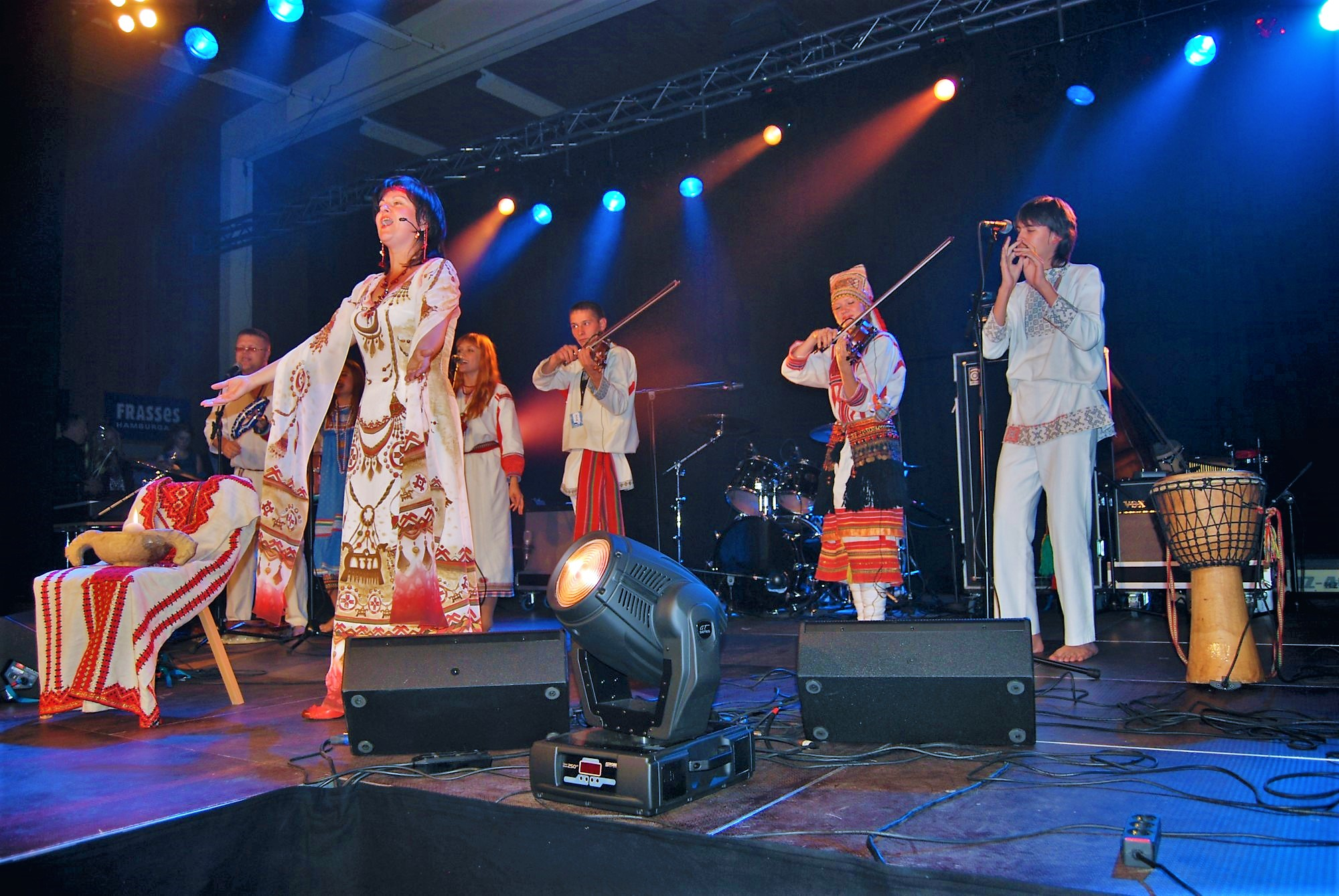
Folk-art zespół Mordens
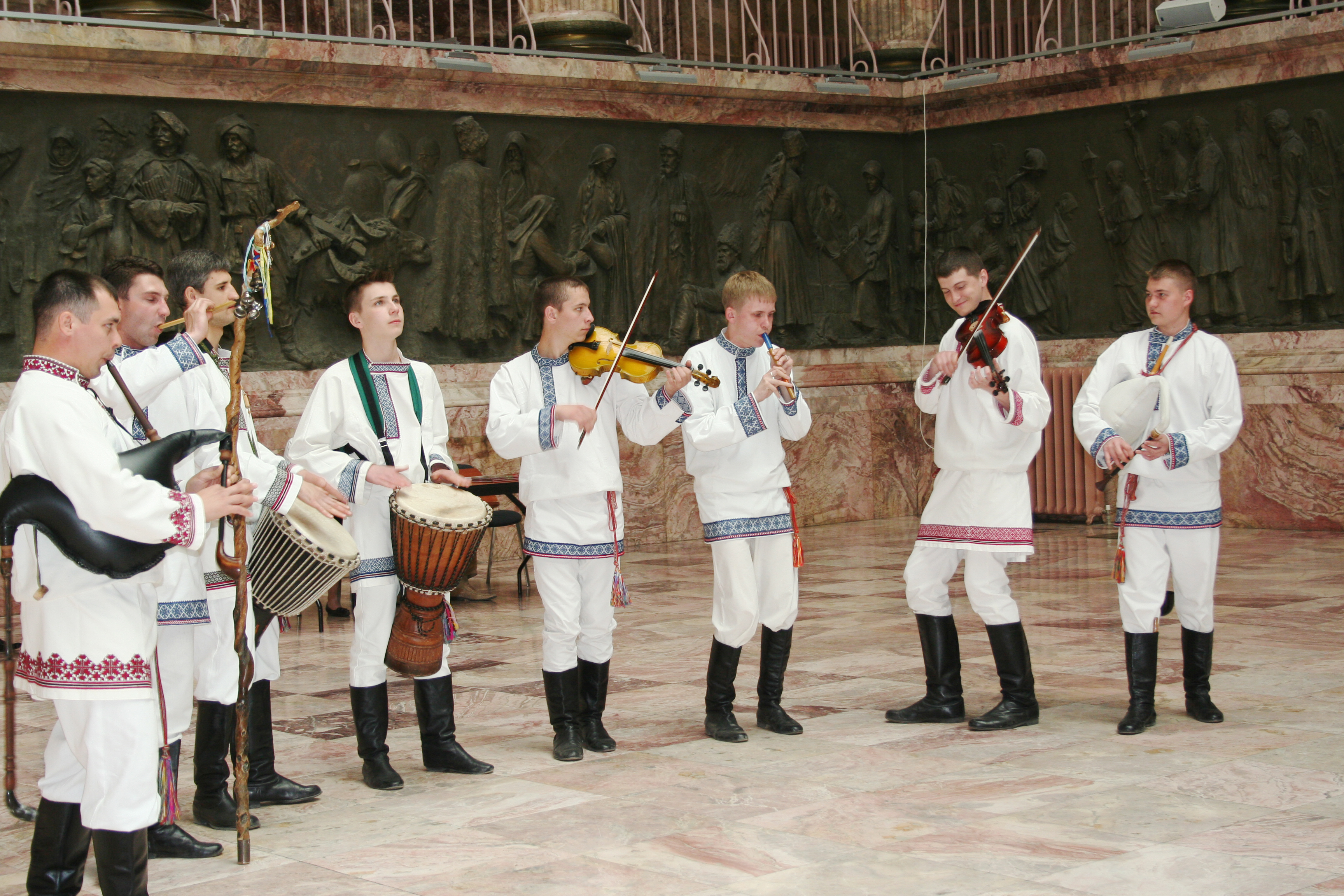
Zespół Torama

## Znani Mordwini
- Michaił Diewiatajew – bohater II wojny światowej, który uciekł samolotem z niemieckiego obozu jenieckiego w Peenemünde
- Andriej Kiżewatow – bohater II wojny światowej, jeden z obrońców Twierdzy Brześć
- Stiepan Erzja (właściwie: Stiepan Niefiedow) – rzeźbiarz
- Cyryl I – prawosławny patriarcha moskiewski i całej Rusi[6][7].